# Abhängige zivile Erwerbspersonen
Der Begriff Abhängige zivile Erwerbspersonen (AZE) ist ein Begriff aus der deutschen Makroökonomie. Er bezeichnet alle unselbständig Beschäftigten, also voll sozialversicherungspflichtig Beschäftigte einschließlich Auszubildende, geringfügig Beschäftigte und Beamte (ohne Soldaten) sowie alle gemeldeten Arbeitslosen am Wohnort. Verwendet wird der Begriff unter anderem in der Arbeitslosenstatistik.
Das Wort abhängig bezieht sich hierbei also auf Personen, deren Lebensunterhalt von anderen Personen finanziell abhängt, dem Arbeitgeber oder dem Staat, im Gegensatz zu Selbständigen, aber ohne „mithelfende“ Familienangehörige, die zwar finanziell abhängig sind, aber eine eigene Gruppe erbrachter Arbeitsleistung bringen. Diese sind nur auf sich selbst bzw. auf die Familie angewiesen (siehe zivile Erwerbspersonen).

Dass Soldaten ausgenommen sind, entspricht den Empfehlungen des Labour-Force-Konzepts der ILO, nur Privathaushalte zu berücksichtigen. Das wird nicht in allen Staaten so gemacht. Die Statistik ist unabhängig davon, ob Soldaten in sonstigem Zusammenhang als Erwerbspersonen gelten oder nicht.
Das Gegenteil von erfassten Personen am Wohnort sind solche am Arbeitsort. Die Zahl der AZE umfasst also auch alle Auspendler.